# ラウファッハ
ラウファッハ (ドイツ語: Laufach) は、ドイツ連邦共和国バイエルン州ウンターフランケン行政管区のアシャッフェンブルク郡に属す町村（以下、本項では便宜上「町」と記述する）である。

## 地理

### 位置
この町はバイエルン州北西部、アシャッフェンブルクの東に位置している。ハイン/シュペッサルトがホーホシュペッサルト（シュペッサルト山地本体）に移行するフォアシュペッサルト（シュペッサルト山地の前山）地方にあたる。町の高度は 170 m から 500 m の間である。

### 自治体の構成
ラウファッハは、2管区3地区で構成されている。以下に示すかっこ内の数値は2015年6月30日現在の人口である。
- ラウファッハ (Laufach 3,138)
  - フローンホーフェン (Frohnhofen 905)
- ハイン・イム・シュペッサルト (Hain im Spessart 1,240)

### 隣接する町村
ラウファッハは、北から北東はザイラウフの森、東から南はハイン・イム・シュペッサルトの森、南西はベッセンバッハ、北西はザイラウフと境を接している。いずれもアシャッフェンブルク郡に属す。

## 地名

### 語源
ラウファッハという町の名前は、この町がその畔に位置するラウファッハ川に由来する。この町は地元ではラーフィッシュ (Laafisch ['la:fɪʃ]) と呼ばれる。

### 歴史的表記
歴史的資料や文献に登場するこの町の歴史上の表記には以下のものがある。
| - 1181年 Loufaho - 1182年 Laufache - 1184年 Laufahe - 1189年 Loupha - 1191年 Loifahe - 1248年 Louphahe - 1250年 Loufa | - 1253年 Loufahe - 1288年 Laufahe - 1312年 Laufa - 1370年 Lauffa - 1380年 Lauffach - 1654年 Laufach |

## 歴史
ラウファッハは、元々 Loufaho と呼ばれており、1084年のアシャッフェンブルクの聖ペテロおよびアレクサンダー修道院教会の過去帳に初めて記録されている。ラウファッハ川の谷への入植は、マインツ大司教およびアシャッフェンブルクの修道参事会の代官であったリーネック伯によって行われた。1380年のリーネック伯の自由裁判所（ラウファッハ出身の裁判人が明記されている）では、入植者は自由民として扱われていたと推測される。
14世紀半ばに特権を得たガラス製造がホーホシュペッサルトで始まった。ガラス職人は、聖マルティヌスの日（11月11日）から復活祭までの間は森から離れること義務づけられており、冬の間彼らはハインやラウファッハで暮らした。こうした職人の多くは、家族的なつながりから、この地に定住していった。1469年にはヴァイバー城（ヴァーバーヘーフェ）の近くに鉱山が開かれた。おそらく「リーベスグルント」下方にあった「我らが愛する聖母区域」からは銅が産出した。三十年戦争後、鉱石が採掘され、融解された。
1866年の普墺戦争勃発直後に、プロイセン軍とドイツ同盟軍とによるフローンホーフェンの戦いが行われた。
1862年7月1日、ベツィルクスアムト・アシャッフェンブルクが設けられ、ラウファッハはその管轄下におかれた。1939年ドイツ国全土で「郡」の名称が採用された。ラウファッハは、旧アシャッフェンブルク郡を構成する33の自治体の一つとなった。この郡は、1972年7月1日にアルツェナウ・イン・ウンターフランケン郡と合併し、新たなアシャッフェンブルク郡が創設された。
古くからのラウファッハ住民の努力と、新しく転入した住民の要請により、中核部に加えて新たな住宅地が開発された。フローンホーフェンとハイン地区は、純粋な住宅地として発展した。住民の多くはラウファッハ、アシャッフェンブルク、およびその近郊で収入を得ている。ラウファッハの経済は農村型から工業都市型に変化した。
現在のスポーツ広場のあたりに、18世紀半ばに製鉄所が設けられた。1850年から1854年まで行われたラウファッハを通る鉄道路線の建設は、この町の工業的発展に大いに寄与した。駅を介して、アシャッフェンブルクやウンターマイン地方全域への重要な交通上のつながりが形成された。時代とともに鉄工所は集約的な業態となり、ここで採鉱およびその他の作業を行い、最終製品の生産まで行われるようになった。
商業や手工業も古くからラウファッハにとって重要であった。手工業者から有力な業者が成長した。商業や工業のさらなる定着を目的に、ラウファッハ東産業地域の開発が行われた。この産業地域は、ラウファッハとハインの間にあり、広さは 8 ha である。ラウファッハとフローンホーフェンとの間に、広さ 4 ha のもう一つの産業地域が2001年に開発された。
1984年、ラウファッハは 900年祭を祝った。この機会に多くのイベントが開催され、おそらく1度限りの祝祭週間を過ごした。

## 住民

### 人口推移
1618年の三十年戦争以前、ラウファッハは 76ウンターターネン（戸主または家族を意味する）、合計 300人が住む村であった。不幸な戦争の後、1651年の所領台帳には、12人の戸主と33軒の家屋があると記録されている。マインツ選帝侯の積極的な奨励によって、過疎化したシュペッサルト地方に兵士、手工業者、よそ者たちが新たに住み着いた。古い家族名は姿を消し、新しい家族名に替わっていった。1668年ラウファッハには 72戸、105人の住人が住んでいた。ナポレオン時代までラウファッハはマインツ選帝侯領に属し、1803年から1810年まではアシャッフェンブルク侯領、1810年から1813年はフランクフルト大公国に属した。1814年以降はバイエルン王国領となった。この時点でのラウファッハとフローンホーフェンには、115軒の家屋に161戸 1,451人が住んでいた。第二次世界大戦後、難民たちの流入によって、1950年の人口は2,552人にまで増加した。1967年にラウファッハの人口は 3,000人を超えたが、そのうち 56人が外国人であった。1978年の地域再編と、これに伴いハイン・イム・シュペッサルトが合併したことで、この町の人口は計 4,545人まで増加した。このうち、2,995人がラウファッハ、687人がフローンホーフェン、863人がハインの住民であった。2001年半ばのラウファッハの人口は計 5,267人で、ここには 42カ国580人の外国出身者が含まれていた。

### 宗教
町の中心部にカトリックと福音主義の教会がある。2007年以降、司祭のハンストゥルンがラウファッハタール教区の担当司祭となった。前任者はエーゴン・ヘルツェルであった。福音主義の牧師は、クリストフ・シュールマンである。
1184年までラウファッハタールの住民は、アシャッフェンブルクの上部教会区で礼拝を行わなければならなかった。1184年から1250年頃まではベッセンバッハ、1250年頃から1810年まではザイラウフに礼拝に行った。1810年11月28日、ラウファッハはハインとともに二重教区に昇格した。1812年に大きな教会堂が建設され、1962年までキルヒベルク山頂に存在していた。1964年、同じ場所に建てられた新しい教会堂が聖トーマス・モアに献堂された。しかしこの教会堂は、時代とともに、コンクリートによる建築様式のためもあり、老朽化し、全面改修が計画され、2015年までに実現した。
福音主義のペトロ教会は、2005年に設立100年を祝った。

## 行政

### 議会
ラウファッハの町議会は、20人の議員からなる。これは人口 5,001人から10,000人の自治体に対して定められた議員数である。町議会は、6年ごとに改選される。
町議会では議員の他に町長も投票権を持っている。

### 首長
ラウファッハの町長はフリードリヒ・フレッケンシュタイン（無所属）である。彼は2014年3月30日の決選投票で CSU のスヴェーン・クンケルに勝利した。投票率は 67.3 % であった。

### 紋章
図柄: 赤地に斜め十字に組み合わされた2本の銀のハンマー。その上に1本の茎から伸びた3枚の金のオークの葉。
紋章の歴史: 紋章上部に描かれたオークの葉は、オークの木が多いシュペッサルト地方にあるラウファッハの地理的な位置を示している。下部のハンマーは、かつての製鉄所とラウファッハで行われていた採鉱を象徴している。この紋章は、1969年9月19日に認可を得た。
現在はラウファッハに属しているかつての自治体ハイン・イム・シュペッサルトは、固有の紋章を持っていたが、現在公式行事の場では用いられていない。

### 姉妹自治体
- サントゥラリー（フランス、ジロンド県）

シュペッサルト山中の小さな町村ハインは、アシャッフェンブルク郡の市町村としては初めて、1971年にフランスの町サントゥラリーと友好・姉妹自治体協定を締結した。

## 文化と見所
カトリックの教区教会である聖トーマス・モア教会には、1520年頃にボダイジュの木で創られた重要なピエタ像がある。この像は、ティルマン・リーメンシュナイダーの工房あるいは、近しい芸術家によって製作されたものである。教会堂本体は、1963年から1964年にグスタフ・ハインツマンの設計に基づいて建設された。1947年から1950年にフリート・ハイラーによって製作されたキリスト磔刑群像は、先代の教会堂から伝えられたものである。

## 経済と社会資本

### 交通
ラウファッハへは、この町を貫通する連邦道 B26号線で往来する。
ラウファッハ駅はマイン＝シュペッサルト鉄道の駅であり、シュペッサルトランプの西の起点である。この駅には、重い貨物列車の運行を補助するための機関車が待機している。この駅ではアシャッフェンブルク – ハイゲンブリュッケン線のレギオナルバーンが1時間ごとに発着する。
ラウファッハではVAB（バイエリッシャー・ウンターマイン交通共同体）のバス路線44号線が運行している。

### 公共機関
- 教会の南、ラウファッハ川沿いに、1956年に建設され2002年に修復された町役場がある。その隣には1980年に改修されたラウファッハの木組みの家がある。
- この他の、フローンホーフェンやハインの木組みの家は1992年と1995年に消防団が参加して修復がなされた。

かつて自治体であった各地区にそれぞれ独立して存在していた3つの消防団は、2004年7月1日の体制改革に伴って、ゲマインデ・ラウファッハ消防団という新たな名称の下に統合された。
- 新しく設けられたハイン幼稚園と、ラウファッハ東産業地区は、1994年に供用が開始された。
- ラウファッハの青年層の長年の希望を考慮して、1999年にユーゲントラウム（青年のための空間）が設けられたが、その後再び閉鎖され、別の目的に利用されている。
- 2000年に新興住宅地「フローンホーフェン＝オスト」（フローンホーフェン東）が「アインハミッシェンモデル」（地元民向けモデル）として開発された。ここでは、43区画がラウファッハでの家屋建設希望者に安価で分譲された。

### 教育
- 基礎課程学校と本課程学校を包含するフェアバンツシューレが、3地区の児童・生徒の教育機関として利用されている。
- 1970年にこの学校に屋内プールが設けられた。このプールは、生徒だけでなく、この町の住民も利用できる。その後改修され、水槽に様々な付属品がつけられた。
- 1985年、ラウファッハは長年の希望であった近代的な学校体育館を建設した。この体育館は屋外のグラウンドとともに、学校活動だけでなく、様々な住民サークル活動にも利用されている。
- 旧体育館の解体後、ラウファッハとフローンホーフェンとの間にもう一つの体育館が建設され、スポーツ活動（ケーゲル、バドミントンなど）の機会を提供している。

## 引用
1. ↑  https://www.statistikdaten.bayern.de/genesis/online?operation=result&code=12411-003r&leerzeilen=false&language=de Genesis-Online-Datenbank des Bayerischen Landesamtes für Statistik Tabelle 12411-003r Fortschreibung des Bevölkerungsstandes: Gemeinden, Stichtag (Einwohnerzahlen auf Grundlage des Zensus 2011)
2. ↑  Bayerische Landesbibliothek Online - Laufach（2015年11月1日 閲覧）
3. ↑  Gemeinde Laufach - In Zahlen（2015年11月1日 閲覧）
4. 1 2  Wolf-Armin Frhr. v. Reitzenstein: Lexikon fränkischer Ortsnamen. Herkunft und Bedeutung. C.H.Beck, München 2009, ISBN 978-3-406-59131-0, S. 129.
5. ↑  バイエルン州統計局: 2014年3月16日のアシャッフェンブルク郡の市町村議会選挙結果（2015年10月31日 閲覧）
6. ↑  Datenbank Bayern-Recht: Gemeindeordnung für den Freistaat Bayern (Gemeindeordnung - GO)（2015年11月3日 閲覧）
7. ↑  Gemeinde Laufach - Schnellmeldung zur Stichwahl zur Bürgermeisterwahl 2014 am 30.03.2014 Gemeinde Laufach（2015年11月3日 閲覧）
8. ↑  Bayerns Gemeinden - Gemeinde Laufach（2015年11月3日 閲覧）
9. ↑  Gemeinde Laufach - Sehenswürdigkeiten（2015年11月3日 閲覧）
10. ↑  Hanswernfried Muth (Hrsg.): Tilman Riemenschneider: die Werke des Bildschnitzers und Bildhauers, seiner Werkstatt und seines Umkreises im Mainfränkischen Museum Würzburg. 1982
11. ↑  Richard Schömig: Moderne Kirchen im Bistum Würzburg. 1965